# Lago Itasca
El lago Itasca (del inglés: Lake Itasca) es un pequeño lago glacial de los Estados Unidos, de aproximadamente 4,7 km² de superficie, localizado en el noroeste del estado de Minnesota y que es considerado oficialmente como el lugar de nacimiento del río Misisipi. El lago está localizado al sureste del condado de Clearwater, en el interior del Itasca State Park. Tiene una profundidad media de entre 6 y 11 m y está situado a 450 m sobre el nivel del mar.
El río Misisipi comienza su viaje de 3770 km hasta el golfo de México en el lago. Henry Schoolcraft identificó el lago Itasca como el lugar de nacimiento del río en 1832. Schoolcraft ya había formado parte de una expedición anterior en 1820 dirigida por el general Lewis Cass, que había dado nombre al cercano lago Cass (situado río abajo del Itasca) y considerado como el nacimiento del Misisipi. El nombre en idioma ojibwa del lago Itasca era «Omashkoozo-zaaga'igan» (lago del Alce); Schoolcraft lo cambio por «Itasca», formado por una combinación de las palabras latinas «veritas» (verdad) y «caput» (cabeza). Este es uno de los varios ejemplos de nombres pseudoindios de lugares creados por Schoolcraft.
El canal del Misisipí, cuando surge del lago, fue trasladado en los años 1930 por el Cuerpo de Conservación Civil, como parte de un proyecto de crear una experiencia más agradable para los visitantes. El proyecto incluyó el drenaje del pantano circundante, la excavación de un nuevo canal y la instalación de unos rápidos artificiales de roca. Caminar por el agua a través de los rápidos con los pies descalzos (andando a través del río de Misisipi) es una actividad recreativa muy popular para los turistas en verano.
El brazo occidental del lago es alimentado por dos pequeñas corrientes al final de su parte sur. El arroyo Nicolett, que se considera demasiado pequeño para ser considerada como el nacimiento, surge a principios de la primavera. Otra pequeña corriente llega al Itasca desde el lago Elk, que a su vez es alimentado por otras dos corrientes. En 1887 Williard Glazier promovió una campaña para considerar el lago Elk, que él llamó lago Glazier, como el verdadero nacimiento del Misisipi. Estas corrientes, sin embargo, se consideran demasiado pequeñas para ser clasificadas como la cabecera del río.
La decisión fue tomada por Jacob V. Brower, topógrafo y presidente de la «Sociedad Histórica de Minnesota», que, después de pasar cinco meses explorando los lagos, dictaminó que los lagos (entre ellos el Elk) y las corrientes meridionales adicionales de lago Itasca no eran la verdadera fuente del Misisipi. Brower debió hacer una agresiva campaña para inscribir el lago en los registros. El 21 de abril de 1891, la Legislatura de Minnesota oficialmente lo declaró Parque Estatal por el margen de un voto. Brower es conocido ahora como «el padre del lago Itasca» y el centro de visitantes recibe su nombre en su honor.